# ケンタッキー (戦艦)

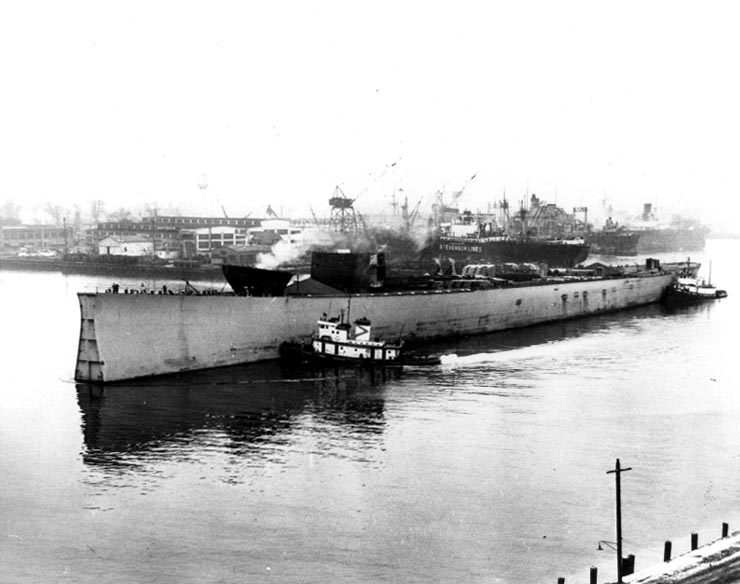
艦首部分を切り取られたケンタッキー

ケンタッキー（USS Kentucky, BB-66）は、アメリカ海軍の戦艦。アイオワ級戦艦の6番艦として建造が始められたが、第二次世界大戦の終了により建造が中止になり未成艦となった。
- 1944年12月6日 - ノーフォーク海軍造船所で起工。
- 1947年2月17日 - 建造中止が決定。中止決定時に72.1%が完成。
- 1950年1月20日 - 進水。船体はモスボール状態で保管。
- 1956年 - 駆逐艦「イートン」との衝突事故を起こした戦艦「ウィスコンシン」に艦首部分21メートルを移植する。
- 1958年10月31日 - ボストンメタル社にスクラップとして売却。本艦に搭載されていた主機は、サクラメント級高速戦闘支援艦の1番艦「サクラメント」および2番艦「カムデン」に転用された。